# اچ‌ام‌اس اسکورج (جی۱)
اچ‌ام‌اس اسکورج (جی۱) (به انگلیسی: HMS Scourge (G01)) یک کشتی است که طول آن ۳۶۳ فوت (۱۱۱ متر) می‌باشد. این کشتی در سال ۱۹۴۲ ساخته شد.